# 罗伯特·森斯
罗伯特·森斯（德語：Robert Sens，1977年10月29日—），德国男子赛艇运动员。他曾代表德国参加世界赛艇锦标赛，获得三枚金牌和一枚铜牌。他也曾参加2000年和2004年夏季奥运会。